# Devil’s Diary
Devil’s Diary – kanadyjski thriller filmowy z 2007 roku w reżyserii Farhada Manna.

## Obsada
- Alexz Johnson – Dominique
- Magda Apanowicz – Ursula Wilson
- Miriam McDonald – Heather Gray
- Deanna Casaluce – Georgia
- Andrea Brooks – Effi
- Tyler Boissonnault – Craig
- Brian Krause – Mark Mulligan
- Laura Konechny – Lisa
- Jake LeDoux – Nate
- Andrew Francis – Andy
- Pablo Coffey – Ojciec Sanchez
- Jason Calder – Frank
- Aleks Holtz – Kyle
- Malcolm Scott – Mr. Rogers
- Moses Tang – Joey

## Fabuła
Dwie przyjaciółki Dominique (Alexz Johnson) i Ursula (Magda Apanowicz) znajdują starą księgę na cmentarzu. Odkrywają, że ma ona nadprzyrodzone zdolności. Spełnia każde życzenie, które jest w niej zapisane. Sytuacja wymyka się spod kontroli, kiedy Ursula z pomocą księgi postanawia się zemścić na osobach, które jej się przeciwstawiają. Dominique uświadamiając sobie jak wielką księga ma moc, zwraca się o pomoc do ojca Marka Mulligana (Brian Krause). Wraz z nim próbuje uratować Ursulę.